# 蜂谷由梨奈
蜂谷 由梨奈（はちや ゆりな、1992年11月14日 - ）は、ミヤギテレビのアナウンサー。

## 来歴・人物
群馬県前橋市上小出町出身。身長162cm。共愛学園高等学校、慶應義塾大学総合政策学部卒業。 
高校時代（2・3年時）は弁論大会全国2連覇している。
大学時代はミス慶應コンテスト2011に出場しファイナリストに選出されたほか、テレビ朝日アスクに通っていた（2015年度合格者）。
2015年、ミヤギテレビに入社。
2017年1月4日から2018年12月28日までOH!バンデス第4部『ミヤギnews every.』のキャスターを務めた。
2019年1月9日より『OH!バンデス』の水曜・木曜・金曜MCを務める。
高校の同級生に元ファッションモデル、女優の柳田衣里佳がいる。
父は、東北学院大学出身である。

## 現在の出演番組
- OH!バンデス（2019年1月9日 - 、水曜・木曜・金曜MC）火曜楽天イーグルス応援コーナー「週刊鷲砲」でリポーターも担当。
- NNNミヤギテレビニュース不定期出演

## 過去の出演番組
- OH!バンデス（2015年10月7日 - 2016年12月26日[注釈 2]、はっちーのうみの杜にっき コーナー担当）
- ミヤギnews every.（2017年1月4日 - 2018年12月28日、キャスター）
- 金曜ロードショー全国好きな嫌いなアナウンサー大賞2018、2019（2018年6月1日、2019年5月10日、日本テレビ）ミヤギテレビ代表
- 情報ライブ ミヤネ屋（2019年10月15日、2024年1月26日、読売テレビ）丸森町からの中継[注釈 3]、澤口実歩の代役アシスタント[注釈 4]。